# La Prénessaye
La Prénessaye (bretonisch: Perenezeg) ist eine französische Gemeinde mit 870 Einwohnern (Stand: 1. Januar 2022) im Département Côtes-d’Armor in der Region Bretagne.

## Geographie
Umgeben wird La Prénessaye von der Gemeinde Plessala im Norden, von Plémet im Osten, von La Chèze im Süden und von Loudéac im Westen.

## Bevölkerungsentwicklung
| Jahr      | 1962 | 1968 | 1975 | 1982 | 1990 | 1999 | 2008 | 2012 |
| --------- | ---- | ---- | ---- | ---- | ---- | ---- | ---- | ---- |
| Einwohner | 748  | 845  | 737  | 791  | 854  | 858  | 834  | 859  |